# Namasigue
Namasigue é uma cidade hondurenha do departamento de Choluteca.